# Munka folkhögskola

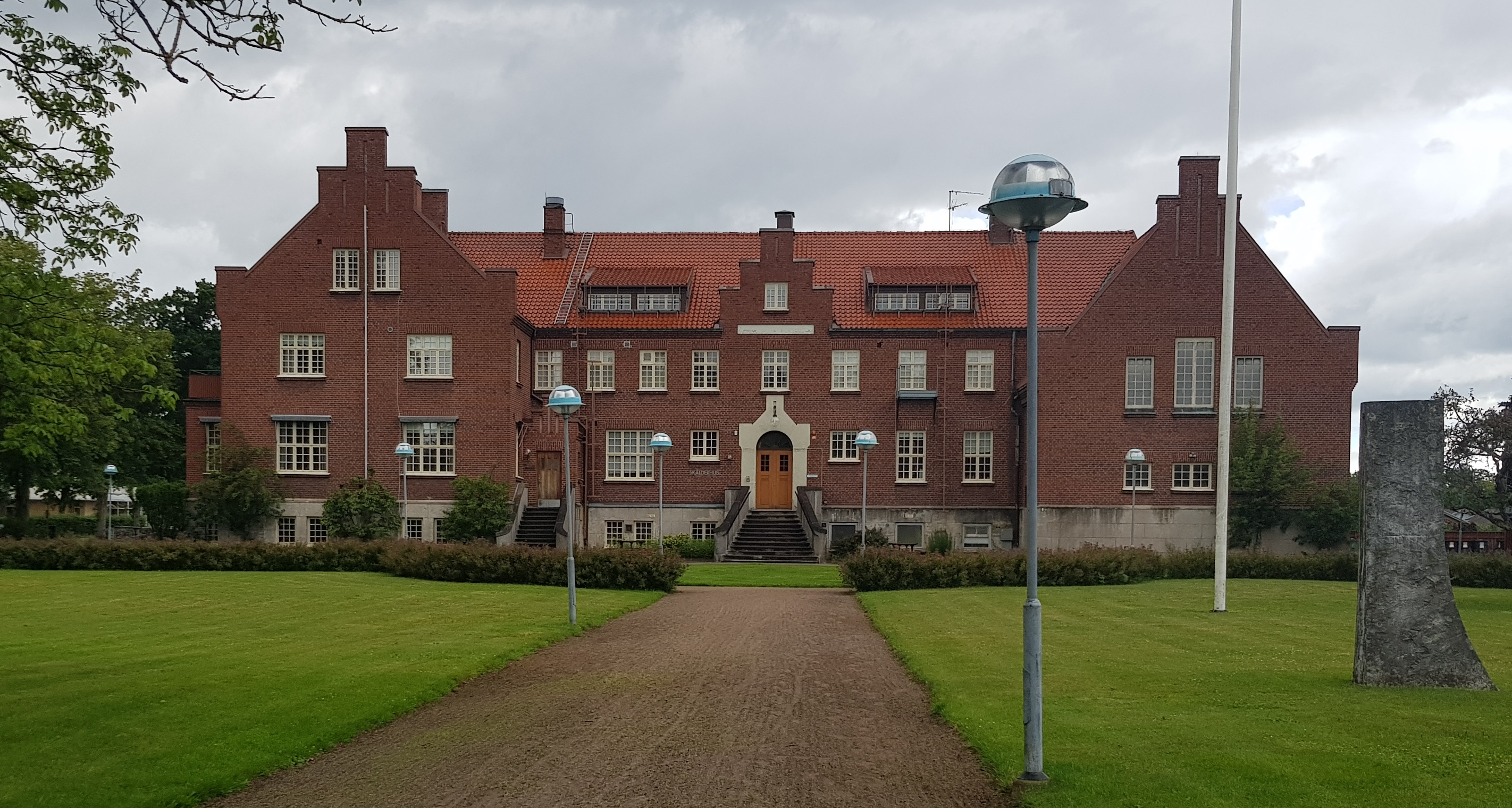
Munka folkhögskola.

Munka folkhögskola är en folkhögskola som ligger i Munka Ljungby i nordvästra Skåne. Skolans vision är Folkbildning för framtiden -möten och möjligheter tillsammans.

## Skolans historia
Skolan grundades i Ramlösa, Helsingborg, år 1870 som Luggude, Rönneberga, Onsjö och Harjagers häraders folkhögskola. År 1873 bytte skolan namn till Nordvestra Skånes folkhögskola. År 1881 tvingades skolan till nedläggning, men den startades igen 1913 i Munka Ljungby, med samma namn som förut. År 1952 blev Kristianstads läns landsting huvudman för skolan. 2002 avsade sig landstinget huvudmannaskapet, som istället togs över av en ideell förening – Föreningen Nordvästra Skånes folkhögskola. Skolan behöll namnet Nordvästra Skånes folkhögskola fram till 1 januari 2010 då den bytte namn till Munka folkhögskola.

## Kursutbud på Munka folkhögskola

### Allmän kurs
1-3 år beroende på förkunskaper, möjlighet att välja någon av profilerna IT-inriktning, BAS-inriktning eller högskoleförberedande år.

### Konstskolan Munka
Grundutbildning i fri konst för studerande som vill fördjupa sitt personliga bilduttryck och utveckla förmågan att arbeta självständigt.

### Fotoskolan Munka
Ettårig grundutbildning i konstnärlig fotografi. För studerande som vill fördjupa sina fotografiska kunskaper och sitt personliga bildspråk. 

### Hälsocoachutbildning
Kurs för studerande som vill arbeta med att motivera andra till en hälsosam och hållbar livsstil.
- PT, kostrådgivare, beteendevetenskaplig kompetens och massör

### Akademi 55+
Kurs för deltagare som är daglediga där ämnesutbudet innehåller allt från litteratur och historia till IT, hållbar utveckling, hälsofrågor och friluftsliv.

## Skolans bibliotek
Munka folkhögskolas nya bibliotek invigdes i juli 2002. Skolan hade innan dess ingen biblioteksbyggnad utan böckerna inhystes på olika platser på skolan som ansågs lämpliga vid olika tillfällen, bl.a. i gamla rektorsbostaden. Biblioteket byggdes av arkitekten Stefan Askhagen och har byggts som ett multifunktionsrum d.v.s. förutom att vara ett bibliotek så används det också som aula vid till exempel skolavslutningen och när skolan bjuder in föreläsare, teatergrupper eller artister. Likaså används lokalen av föreningslivet och offentligheten till möten, föreläsningar och liknande aktiviteter.

## Fotnoter
1. ↑  Munka, folkhögskola. ”Munka folkhögskola”. Munka folkhögskola. Arkiverad från originalet den 19 januari 2012. https://web.archive.org/web/20120119184008/http://www.munkafolkhogskola.se/. Läst 15 mars 2012.
2. ↑  Munka folkhögskola: ”Allmän kurs” Arkiverad 1 mars 2012 hämtat från the Wayback Machine.